# Areòpag
L'Areòpag (en grec: Areios Pagos, Άρειος Πάγος; «el turó d'Ares») era la cort criminal d'Atenes i el lloc on es reunia el Consell. Va rebre el nom perquè la llegenda diu que en aquest lloc, al turó d'Ares, al costat de l'acròpoli, el déu de la guerra, Ares, va ser jutjat per la mort d'Halirroti, el fill de Posidó. Altres autors explicaven que va ser en aquest lloc on van acampar les amazones quan van assaltar Atenes, i Èsquil diu que a l'Areòpag s'hi celebraven sacrificis en honor d'Ares.
Inicialment, a aquest consell i com a jutges només hi podien pertànyer els individus de les grans famílies aristocràtiques i les reunions s'anomenaven Ἀρείῳ πάγῳ βουλή ('Bulé de l'Areòpag'), per distingir-lo del Consell o senat que el legislador Soló va instaurar durant el govern d'Els Quatre-cents o del senat establert per Clístenes dels Cinc-cents quan va ampliar la Bulé. Soló va transferir a aquest consell de l'Areòpag la jurisdicció dels èfetes, i la supervisió de l'administració pública, la direcció de magistrats, transaccions de l'assemblea popular, religió, lleis, moral i disciplina. La cort consistia en cinc membres (areopagites), als quals s'hi van afegir els arconts, quan aquests acabaven el seu ofici sense denúncies.
El dret de supervisar l'administració el va transferir Efialtes l'any 462 aC als nomofilacs o guardians de les lleis, dret que van recuperar després de la caiguda dels Trenta Tirans. Va conservar una suprema autoritat nominal encara sota dominació romana.
Va perdre el seu poder durant la reforma d'Efialtes i Pèricles (461 aC).